# رود لوتتا
رود لوتتا (انگلیسی: Lotta) یک رودخانه در استان مورمانسک کشور روسیه است.